# Musa Besaile
Musa Abraham Besaile Fayad (Sahagún, Córdoba, 28 de agosto de 1970) es un político, abogado e ingeniero colombiano. 
En 2010 fue elegido Senador de la República y fue reelecto 2014.
Besaile estuvo involucrado en los escándalos de corrupción Caso Odebrecht y en el escándalo del Cartel de la toga. En octubre de 2017, Besayle fue enviado a la cárcel la Picota, acusado por la Corte Suprema de Justicia de pagar $2000 millones de pesos colombianos (cerca de $700 000 dólares) al exfiscal y exdirector de la Unidad Anticorrupción Luis Gustavo Moreno para detener una supuesta orden de captura que emitiría la Corte Suprema en su contra por procesos de parapolítica.
Es hermano de Edwin Besaile, suspendido gobernador de Córdoba por pagos irregulares de más de $5000 millones de pesos, y de Jhon Moisés Besaile, Senador por el Partido de la U.

## Familia
Musa es hijo del migrante sirio-libanés Musa Abraham Besayle Jalife y la cartagenera Yolanda María Fayad, también con ancestros de Oriente Medio. Su padre fue el fundador de una de las arroceras más grandes de la costa Caribe colombiana, Arrocera Palmira.
De la unión Besayle-Fayad nacieron los hijos Yamil José, Jhon Moisés y quien fue alcalde de Sahagún, el exgobernador de Córdoba Edwin José, Musa y Yolanda María.
Según el diario El Espectador en 2018, entre los hermanos tienen unas 87 propiedades en Córdoba, la mayoría en inmediaciones del municipio de Sahagún. Entre las propiedades de Musa figuran dos haciendas; una llamada Villa Yolanda en honor a su madre, y Villa Mile, en honor a su esposa.
Musa contrajo matrimonio con la médica sincelejana Olga Milena Flórez Sierra de cuya unión nacieron tres hijos. Flórez Sierra fue Señorita Sucre 1999 en el Concurso Nacional de Belleza.
Su hermano Edwin está casado con Roxana Zuleta Bechara, cuya madre es Mara Bechara Castilla -suegra de Edwin-, quien es una de las propiertarias de la Universidad del Sinú.

## Educación
Besaile estudió ingeniería civil en la Universidad de la Costa, además es especialista en gerencia con énfasis en gerencia pública de la Universidad Pontificia Bolivariana.

## Senador de la República
Fue elegido como representante a la Cámara por Córdoba entre 2002 y 2010. Fue en las elecciones legislativas del 2014 el congresista del Partido de la U que más votos obtuvo en los comicios legislativos.
Musa Besayle es autor de tres proyectos de ley en la presente legislatura. Uno de ellos pretendía declarar patrimonio histórico, educativo y cultural de la Nación la Institución Educativa Andrés Rodríguez Balseiro, de Sahagún, Córdoba, su tierra natal, así como declarar Patrimonio Cultural de la Nación al Festival de Acordeoneros y Compositores 'Princesa Barají' y las fiestas taurinas de Sahagún.

## Controversias

### Cupos indicativos
Musa Besayle ha sido criticado por ser beneficiado con cupos que se acercan a los $150 000 millones de pesos por el gobierno de Juan Manuel Santos con el fin que tramitaran los proyectos que Santos promoviera en el Congreso. Además se indica que Musa habría sido beneficiado con la asignación de contratos en entidades como el INVIAS y el Departamento para la Prosperidad Social.

## Corrupción
Musa Besaile ha estado envuelto en varios casos de corrupción durante su carrera política.

### Desvío de fondos en Sahagún
Se le acusó de desvío de fondos por un valor de 7000 millones de pesos cuando era representante a la cámara para el desarrollo de proyectos en Sahagún. Sin embargo el Magistrado Sigifredo Espinosa se negó a abrir investigación en contra de Besayle.

### Cartel de la Toga, pago a fiscal y magistrado
Su involucramiento en el Cartel de la Toga se hace evidente cuando el exgobernador de Córdoba y pupilo de Besayle, Alejandro Lyons, decide fugarse del país para evitar ser enviado a la cárcel por más de 20 procesos de robo del erario durante su administración, que la Fiscalía General de Colombia le tenía en su contra. En Miami, Estados Unidos, Lyons es visitado por el fiscal anticorrupción Gustavo Moreno y después de convertirse en informante de la DEA, realiza grabaciones ocultas que demuestran que Moreno le pide la suma de 500 millones de pesos como parte de un soborno para demorar los procesos en la Fiscalía.
Gustavo Moreno es capturado en junio de 2017 y acusado por los cargos de concusión por parte de la fiscalía y luego es pedido en extradición por parte del gobierno de los Estados Unidos por lavado de activos. Debido a su captura y otras pruebas como grabaciones telefónicas, se conoce que los actos de corrupción cometidos por Gustavo Moreno hacían parte de una estrategia en la cual se unía con magistrados de la Corte Suprema de Justicia para desviar las investigaciones y absolver de las acusaciones a varios congresistas.
Los magistrados de las altas cortes que hacían parte de la red de corrupción de Moreno son Leonidas Bustos y Francisco Ricaurte. Dentro de estas pruebas la Fiscalía halló que los congresistas que pagaron a la red de Moreno fueron Hernán Andrade y Musa Besayle.
En agosto de 2017, Musa Besayle admitió que pagó 2000 millones de pesos a Gustavo Moreno y magistrados de la Corte Suprema de Justicia como parte de una extorsión, que frenaría su orden de captura en el proceso por «parapolítica». En una entrevista radial a la FM, Besayle cuenta como fue el proceso de negociación que redujo de 6000 millones de pesos a 2.000 millones de pesos el pago de la coima que lo libraría de ser enviado a la cárcel.